# Callopistes maculatus
Callopistes maculatus е вид влечуго от семейство Камшикоопашати гущери (Teiidae).

## Разпространение и местообитание
Видът е разпространен в Чили.
Обитава планини, каньони, крайбрежия и плажове.